# Willian Pacho
Willian Joel Pacho Tenorio (ur. 16 października 2001 w Quinindé) – ekwadorski piłkarz występujący na pozycji środkowego obrońcy, reprezentant Ekwadoru, od 2024 roku zawodnik francuskiego Paris Saint-Germain.
Uczestnik Copa América 2024.